# 미나미다케산
미나미다케산(일본어: 南岳)은 나가노현 마쓰모토시와 기후현 다카야마시 사이에 있는 높이 3,033m의 산이며, 주부 산악 국립공원의 히다산맥(북알프스) 남부에 위치한다.
주변에 호타카다케산이 있다.

## 사진

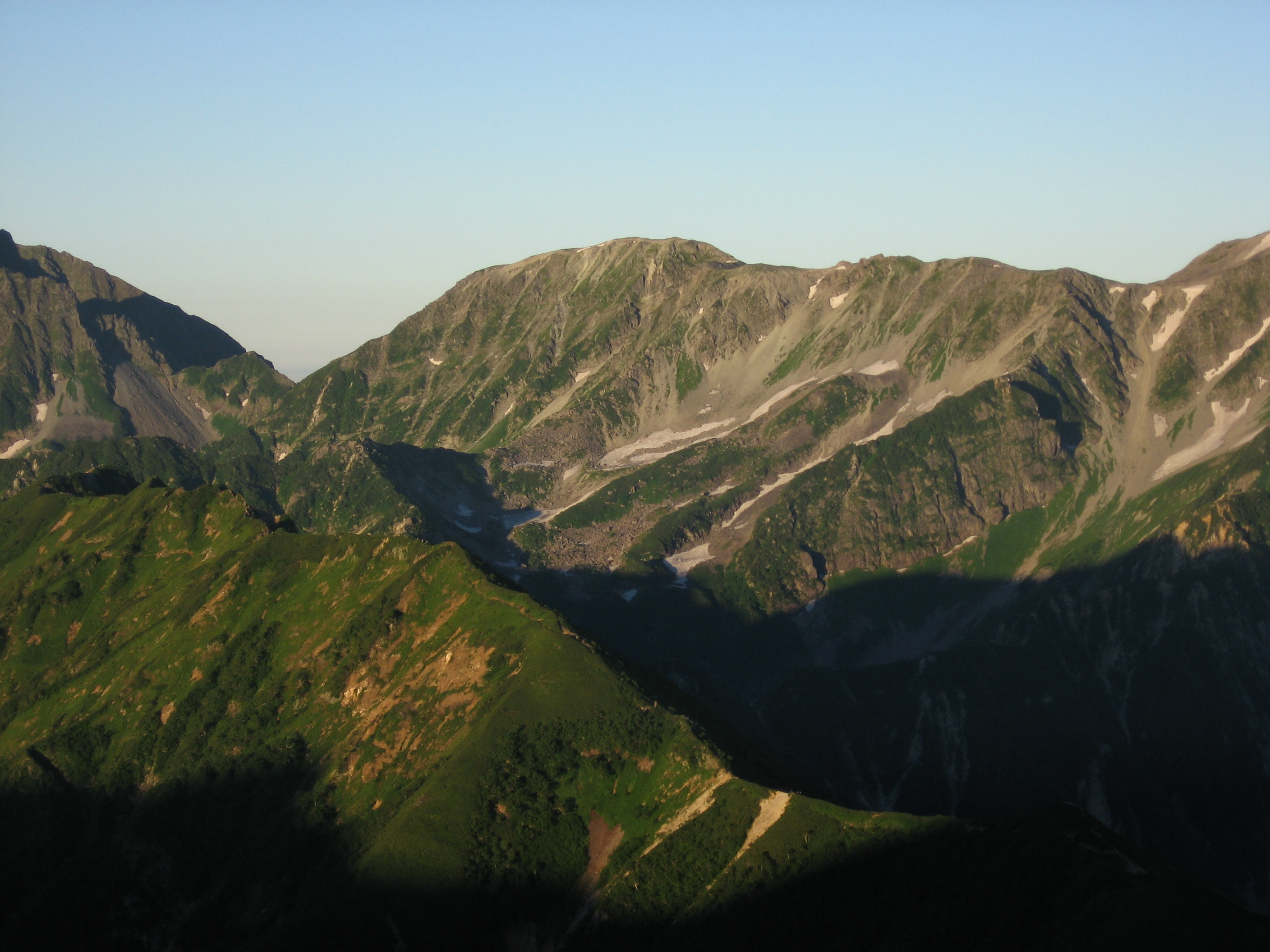
미나미다케
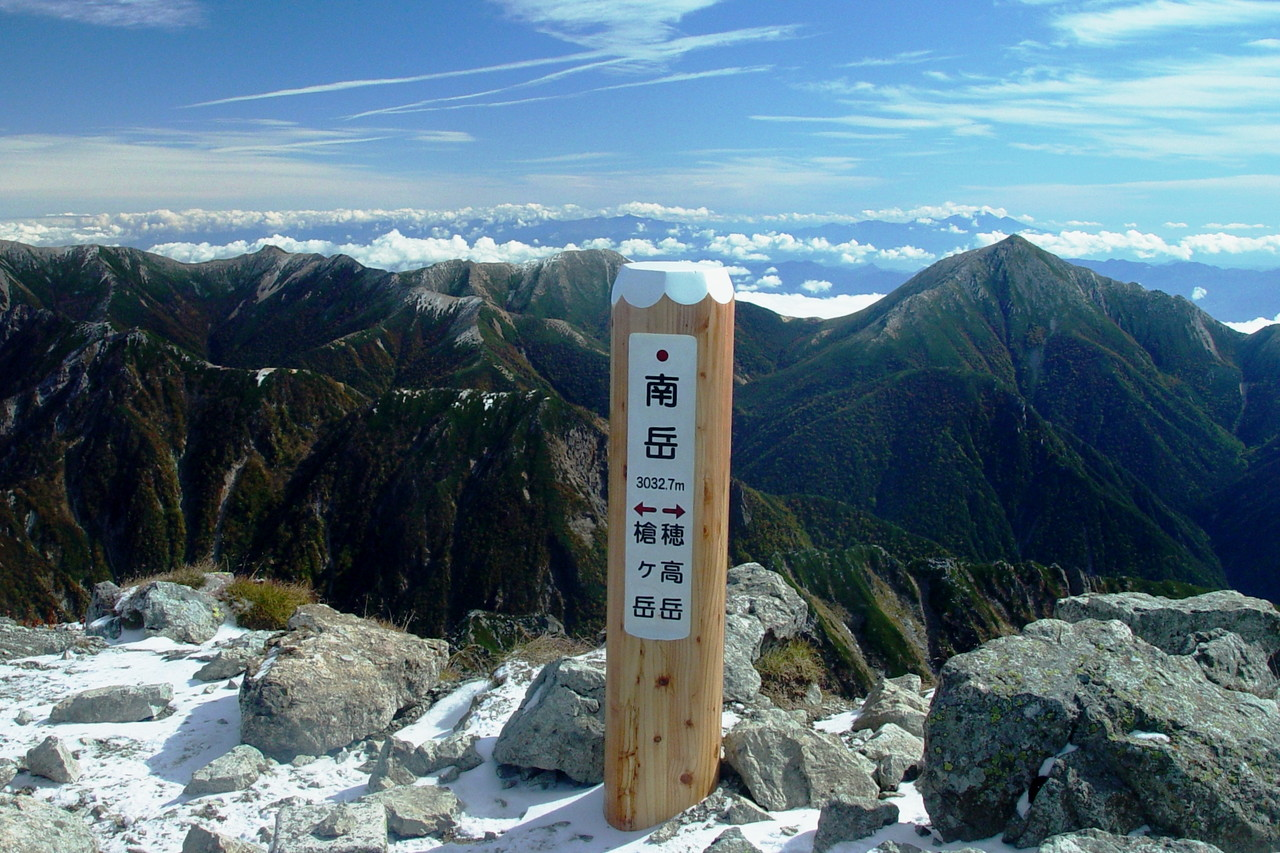
미나미다케 와 조넨다케산
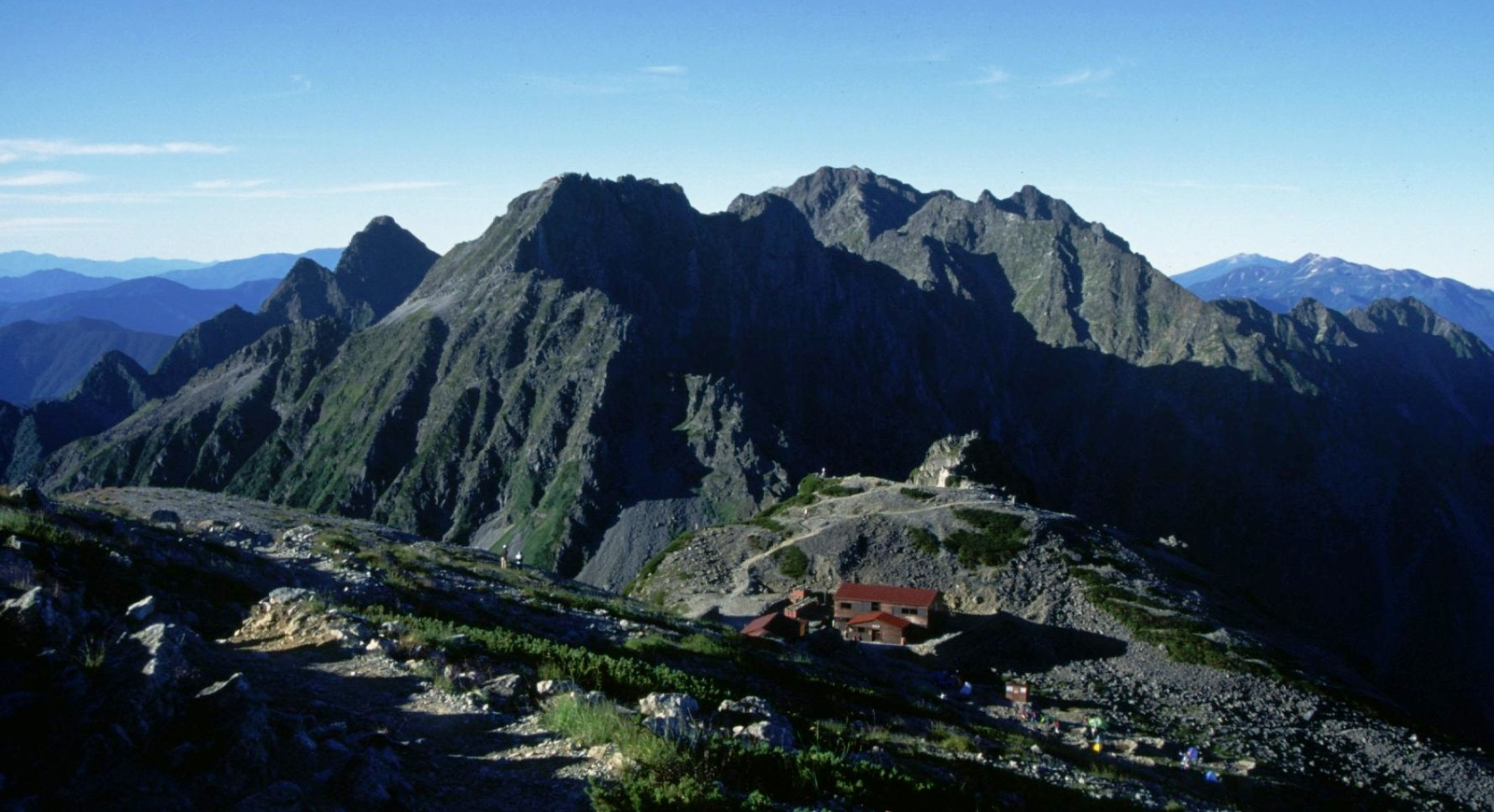
미나미다케 와 호타카다케산
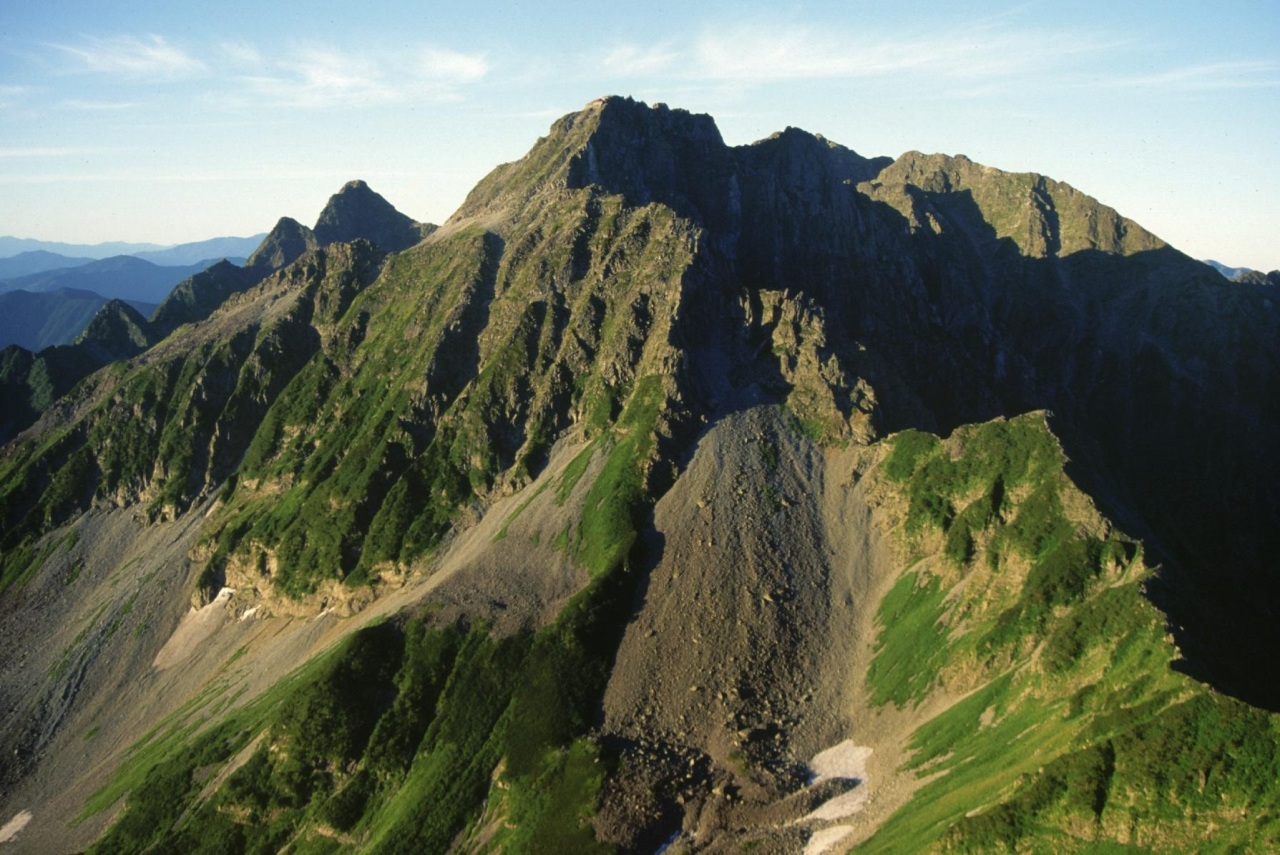
다이기레토